# Chia Jui Chen
 (juillet 2023).
Chia Jui Chen ou Jiarui Chen ( n. 1935) Il est un botaniste chinois, qui a notamment travaillé dans l'Institut de Botanique de l'Académie Chinoise des Sciences.

## Quelques publications
- Chia Jui Chen; Meghan G. Mendenhall; Billie L. Turner. 1994. "Taxonomy of Thermopsis (Fabaceae) in North America". Annals of the Missouri Botanical Garden 81 (4): 714. doi:10.2307/2399917

### Livres
- Shu-Hsia Fu, Li-Kuo Fu, Wan-Chün Cheng, Cheng-de Chu, Chi-Sont Chao, Yü-Wu Law, Chia-Jui Chen, Hung-Pin Tsiu, Wen-Tsai Wang. 1978. Flore reipublicae popularis Sinicae delectis florae reipublicae popularis Sinicae agenda academiae Sinicae édite: Tom 7. Gymnospermae. Cycadales-Gnetales. Volume 7 de Flore reipublicae popularis Sinicae. Ed. Science Press. 542 pp.
- Chia-Jui Chen, Peter C. Hoch, Peter H. Raven. 1992. Systematics of Epilobium (Onagraceae) in la Chine. Volume 34 de Systematic botany monographs. Ed. Am. Soc. of Plant Taxonomists. 209 pp.  (ISBN 0912861347)
- Hsuan Keng, De-yuan Hong, Chia-Jui Chen. 1993. Orders and families of seed plants of la Chine. Ed. World Scientific. 444 pp.  (ISBN 9810214812)
- 1999. Biology and conservation of cycads: proceedings of the fourth International Conference on Cycad Biology held in Panzhihua, Sichuan, la Chine, 1-5 May 1996. Ed. International Academic Publ. 415 pp.  (ISBN 7800034526)
- 2000. Cycadaceae through Fagaceae. Volume 4 de Flore of la Chine. Ed. Science-Press

C.J.Chen est l’abréviation botanique standard de Chen, Chia.
Consulter la liste des abréviations d'auteur en botanique ou la liste des plantes assignées à cet auteur par l'IPNI, la liste des champignons assignés par MycoBank, la liste des algues assignées par l'AlgaeBase et la liste des fossiles assignés à cet auteur par l'IFPNI.

## liens externes
- Ressources relatives à la recherche :   - Biodiversity Heritage Library
  - International Plant Names Index
- Ressource relative aux beaux-arts :   - Te Papa Tongarewa